# Arabische Socialistische Ba'ath-partij (Syrië)
De Arabische Socialistische Ba'ath-partij (Arabisch: حزب البعث العربي الاشتراكي, Hizb al-Ba'ath al-Arabi al-Ishtiraki, "De Socialistische partij van de Arabische Herrijzenis") is een Syrische politieke partij met zowel nationalistische als socialistische kenmerken. Ba'ath (بعث) betekent "opstanding" of "herrijzenis". De partij is een sterke aanhanger van het panarabische gedachtegoed en onderdeel van de panarabische Syrisch-geleide factie van de Ba'ath-partij

## Ideologie
Het programma van de Ba'ath-partij streeft naar een land dat bij elkaar hoort, dat wil zeggen eenheid in de Arabische wereld. Iedere inwoner van een Arabische staat, los van de geloofsovertuiging, is volgens de Ba'ath Arabier. Vroeger, in de Middeleeuwen, was de Arabische wereld een eenheid en waren de Arabieren een machtig en ontwikkeld volk. Volgens de Ba'ath heeft de overheersing door de Turken (15e eeuw-1918) en de verdeling van de Arabische wereld hierna door de koloniale mogendheden geleid tot verval. Wil men weer een krachtig Arabisch rijk hebben, dan moeten de Arabische volkeren zich herenigen tot een groot Arabisch rijk. Dit is de zogenaamde Arabische herrijzenis.
Hoewel de meeste Arabieren (soennitisch) moslim zijn, behoren christelijke Arabieren en joden net zo goed bij het grote Arabische rijk. Godsdienst en politiek dienen daarom gescheiden te zijn; de Ba'ath-ideologie is strikt seculier, hoewel niet antireligieus. Partijideoloog Michel Aflaq, zelf een Grieks-orthodox, schreef wel dat de islam en de islamitische cultuur onlosmakelijk deel zijn van de Arabische cultuur en dat vrijheid van godsdienst een groot goed is. Vrijheid betekent bevrijding van de koloniale mogendheden, maar ook van feodale landheren en burgerlijke staatshoofden. De Ba'ath wil dus Arabische herrijzenis, maar niet onder feodale leiders (sultans, kaliefen). Ten slotte streeft de Ba'ath naar socialisme, maar niet naar het wetenschappelijk socialisme of marxisme. Het socialisme van de Ba'ath houdt in dat men grote bedrijven en industrieën wil nationaliseren ten behoeve van de grote volksgemeenschappen, inclusief de zwakkeren.
Het socialisme van de Ba'ath is populistisch, daar de meeste industrieën en grote bedrijven in Arabische landen, zeker in het verleden, in buitenlandse (veelal Europese) handen waren. Veel Arabieren stonden achter de nationalisaties van de Ba'ath-partijen in Syrië en Irak.

## Structuur
De structuur en organisatie van de Ba'ath-partij is zeer strak en leninistisch. Op het laagste niveau is de partijcel of cirkel (halaqah) bestaande uit drie tot zeven personen. Toen de Ba'ath nog niet aan de macht was in Syrië en Irak stond uitsluitend de leider van een cel in contact met de partijorganisaties hoger in rang en hadden de leden van cellen codenamen. Tegenwoordig vertegenwoordigen partijcellen wijken of dorpen. Boven een cel of cirkel staat de partijdivisie (firqah) die samengesteld is uit twee tot zeven cellen of cirkels. Hoofd van een partijdivisie is de divisiecommandant. Direct hierboven staat de partijsectie die bestaat uit twee tot vijf divisies. De partijsectie (shabah) functioneert in stadswijken in grotere steden, stadjes en plattelandsdistricten. De partijbranch (firah) omvat ten minste twee partijsecties en functioneert op provinciaal niveau.
Afgevaardigden van de partijbranches nemen deel aan een regionaal partijcongres en kiezen het Centraal Comité en de Regionale Commandoraad van een Arabische staat. De regionale secretaris leidt de regionale Ba'ath-partij. De Regionale Commandoraad is vergelijkbaar met een Politbureau.
Tussen 2000 en 2024 was Bashar al-Assad regionaal secretaris van de Syrische Ba'ath-partij. Mohammed Said Bakhtian was assistent regionaal secretaris. Assad was ook secretaris-generaal van het Centraal Comité van de Syrische Ba'ath-partij.
De hoogste leiding van de Arabische Ba'ath-partij ligt bij de Nationale Commandoraad die wordt gekozen door de Regionale Commandoraden en is het hoogste beleidmakende gezag van de al-Arabische Ba'ath-partij. De secretaris-generaal van de al-Arabische Ba'ath-partij is de leider van de Ba'ath-partij

## Geschiedenis
De Ba'ath-partij, officieel de Socialistische Partij van de Arabische Herrijzenis, werd in 1943 in Damascus opgericht door Michel Aflaq (een Grieks-orthodox christen, maar Arabischtalig), Salah al-Din Bitar (een soenniet) en Saki Arsuzi (een sjiiet). De belangrijkste leider werd evenwel Aflaq. Op 7 april 1947 werd de Ba'ath in Syrië een gelegaliseerde politieke partij en in 1952 ontstond onder de Iraakse sjiiet Fuad ar-Rikabi de Iraakse afdeling van de Ba'ath-partij. Later ontstonden afdelingen in Jordanië en Libanon en tal van andere Arabische landen. De afzonderlijke afdelingen van de Ba'ath-partij worden regionale Ba'ath-partijen genoemd. In 1953 fuseerde de Ba'ath-partij met de Arabische Socialistische Partij van Akram al-Hawrani tot de Arabische Socialistische Ba'ath-partij. Een nieuw bestuur werd gekozen en bestond uit Aflaq, Bitar, Hawrani en Antun Maqdisi (een aanhanger van Hawrani).
In 1954 werd de fusie tijdens het tweede partijcongres goedgekeurd. Niet iedereen was het met de fusie eens: medeoprichter Arsuzi verliet de Ba'ath-partij.
De Ba'ath-partij streeft sinds haar oprichting naar een nationale Arabische Staat op seculiere en socialistische grondslag. In Damascus werd een zogenaamde Nationale Commandoraad opgericht om de al-Arabische Ba'ath te besturen, met Hawrani als voorzitter en Aflaq als secretaris-generaal. Met de oprichting van een Iraakse afdeling werd de structuur van de partij gewijzigd. Het hoogste bestuur bleef de Nationale Commandoraad, maar in de afzonderlijke Arabische landen werden zogenaamde Regionale Commandoraden opgericht, die formeel onder het gezag van de Nationale Commandoraad vallen. De Ba'ath trok/trekt vooral mensen uit de religieuze minderheden aan, omdat de partij seculier is.
Hoewel de Ba'ath in Syrië populair werd, ontstonden andere, ook populaire partijen, zoals de Syrische Sociaal Nationalistische Partij (SSNP) en de Syrische Communistische Partij (SCP) die om ideologische redenen tegen de Arabische eenheid waren.
In 1958 waren zowel Aflaq als Hawrani voorstander van een samengaan van Syrië met Egypte. De Syrische regering was ook voorstander, omdat men hoopte dat een sterke Arabische eenpartijstaat onder de Egyptische president Nasser een einde zou maken aan de macht van de kibbelende partijen. Op 22 februari 1958 was de Verenigde Arabische Republiek een feit met Nasser als president en Hawrani als vicepresident. Een van de eerste maatregelen van de regering van de VAR was de opheffing van alle politieke partijen, waaronder de Ba'ath. Aanvankelijk gingen Aflaq en Hawrani hiermee akkoord. Voor alle politieke partijen in de plaats kwam de Arabische Socialistische Unie (ASU). De VAR was niet populair onder, met name de Syrische, bevolking en radicale Ba'athisten legden zich niet neer bij de opheffing van de partij. Een geheim Militair Comité bestaande uit neo-Ba'athisten luitenant-kolonel Muhammad 'Umran, majoors Salah Jadid en Ahmad al-Mir en de kapiteins Hafiz al-Assad en 'Abd al-Karim al-Jundi werd gevormd.
In 1961 maakte een staatsgreep in Damascus een einde aan de VAR. Zestien prominente politici, waaronder Bitar en Hawrani, tekenden een manifest waarin zij de coup steunden. Bitar trok later zijn handtekening echter in. Datzelfde jaar werd de Ba'ath-partij in Syrië heropgericht. Hawrani had de Ba'ath echter verlaten en richtte de Arabische Socialistische Unie weer op. Het nieuwe bestuur van de Ba'ath bestond uit de oud-oprichters en oudgedienden, nieuwe, linkse zogenaamde "Neo-Ba'athisten" werden niet tot het bestuur toegelaten. Op het vijfde Nationale Congres van de Ba'ath-partij (1962) werd de eis tot "onmiddellijke eenwording" van de Arabische wereld losgelaten en vervangen door de gedachte van "geleidelijke eenwording." In Irak werd Ribaki als regionaal secretaris van Ba'ath vervangen door Salih as-Sadih.

### Staatsgrepen van 1963
Op 8 maart 1963 pleegden Syrische nasseristen, ba'athisten en onafhankelijke officieren een staatsgreep. Een Nationaal Revolutionaire Commandoraad werd ingesteld met Louia al-Atassi als voorzitter (staatshoofd) en Salah al-Din Bitar, medeoprichter van de Ba'ath, als minister-president. In april 1963 volgde een samengaan van Syrië, Irak en Egypte, maar deze Arabische federatie bleef een dode letter. De vlaggen van Syrië en Irak en de oude vlag van Egypte herinneren nog aan deze federatie.
De rechtervleugel van de partij werd spoedig door de linkse officieren onder leiding van generaal Hafiz al-Assad buitenspel gezet en in 1966 moest Ba'ath secretaris-generaal Michel Aflaq naar Libanon (Beiroet) vluchten. In 1971 vestigde hij zich in Irak. President Assad, een alawitische moslim, volgde van het begin af aan een pro-Sovjet koers. In de jaren tachtig was hij een trouw bondgenoot van Iran in de Irak-Iranoorlog. Vanaf het einde van de jaren tachtig ontdeed de Syrische Ba'ath-partij zich van haar marxistische imago en richtte Syrië zich meer op het Westen. In 1982 maakte de Ba'ath-partij, en met name de voormalige leider Hafiz al-Assad, een einde aan een opstand van het Moslimbroederschap, onder andere in de stad Hama. Die opstand ontstond doordat het Moslimbroederschap leden van de Ba'ath-partij en andere seculiere partijen vermoordde en gebouwen van die partijen aanviel.
Religieuze samenstelling van de Regionale Commandoraad van de Syrische Ba'ath-partij in de jaren 70 en 80.
| Godsdienst           | jaren 70 percentage | jaren 80 percentage |
| -------------------- | ------------------- | ------------------- |
| Soennitische moslims | 52%                 | 70%                 |
| Alawieten            | 23%                 | 21%                 |
| Druzen               | 9%                  | 4%                  |
| Christenen           | 6%                  | 5%                  |
| Ismaïlieten          | 9%                  | 1%                  |
| Totaal               | 100%                | 100%                |

## Ba'ath-politici Syrië
- Hafiz al-Assad (oud-president Syrië van 1971 - 2000)
- Bashar al-Assad (oud-president Syrië van 2000 - 2024, zoon van Hafiz al-Assad)
- Ibrahim Haddad (wetenschapper, minister van Aardolie en Natuurlijke hulpbronnen 2000-2006)